# Gatlassen
Gatlassen of proplassen is een techniek die gebruikt wordt om platen materiaal op elkaar te lassen (oplassen), als het om praktische redenen niet mogelijk is een doorlassing van het gehele oppervlak te realiseren. Die reden is meestal dat het te lassen materiaal te dik is om met het beschikbare lasapparaat op de onderlaag vast te kunnen lassen, of als er geen puntlasapparaat gebruikt kan worden.
De werkwijze is dat op regelmatige afstanden gaten in het op te lassen werkstuk worden gemaakt (een rij perforaties zoals bij postzegels), die vervolgens worden dichtgelast.

## Voor- en nadelen
- Het voordeel van deze techniek is dat hij met heel eenvoudige middelen toegepast kan worden.
- Een nadeel is dat de sterkte van de verbinding die op deze manier gevormd wordt, uiteraard beperkt is, doordat de verbinding min of meer puntvormig is. Dit is vergelijkbaar met puntlassen, boutverbindingen of klinknagelverbindingen. Ook kan vocht tussen de gelaste delen kruipen en roest veroorzaken.

## Toepassingen
Gatlassen wordt vooral toegepast bij het opknappen van auto's, bijvoorbeeld bij het vervangen van doorgeroest plaatwerk. Er bestaan speciale verzettangen waarmee de rand van een plaatdeel omgezet kan worden zodat het nieuwe deel dat met gatlassen bevestigd wordt, netjes in het verlengde van het oorspronkelijke plaatdeel komt.